# Incendie du Centre de formation des jeunes de Sealand
L'incendie du Centre de formation des jeunes de Sealand survient le 30 juin 1999 et cause la mort de 23 personnes et blesse 6 personnes. 18 enfants, y compris tous ceux qui dormaient dans la salle 301 étaient d'école maternelle de Somang à Séoul. Un enfant dans la salle 223 est décédé. Deux autres enfants et un adulte ont été blessés. La plupart des victimes avaient de 5 à 7 ans, et étaient tués soit par les flammes ou par les fumées toxiques. Les corps des victimes ont été brûlés au-delà de la reconnaissance. Les décès ont mené à un tollé public en faveur d'une application des normes de sécurité plus fiables. Les inspecteurs du Conseil Hwaseong ont conduit deux inspections de sécurité pendant l'année antérieure à l'incendie, et ont passé par le centre deux fois. Le Conseil a approuvé la route d'accès, qui a été trop étroite pour admettre les camions des pompiers.

## Contexte
L'année précédente , le Conseil Hwaseong a approuvé le centre de jeunesse à structure acier, bâtiment à un étage. 54 conteneurs de fret ont été empilés au-dessus de la base en béton et couverts avec du bois et fer ondulé pour fournir de l'espace supplémentaire.

## Incendie
L'incendie, dont la cause aurait été la spirale anti-moustique enflammée, a commencé peu après minuit. Kim Young-ho, l'instructeur dans le camp, âgé de 24 ans, a constaté qu'il courait d'une porte à l'autre pour annoncer l'incendie, mais il n'a pas pu ouvrir la porte de la salle 301. Les survivants ont dit qu'ils n'avaient pas entendu l'alerte d'incendie. L'incendie a commencé à environ 12.30, et les pompiers de Sosin n'ont reçu le signal d'alarme  jusqu'à 1:30. Lorsqu'ils sont arrivés à 2.00, la structure du bâtiment commençait déjà à s'écrouler.
Il y avait eu plusieurs versions du délai : par exemple, certains l'attribuaient au fait que le feu avait endommagé la ligne téléphonique  du centre.

## Séquelles
Le propriétaire du Sealand Park Jae Chun et six membres du conseil Hwaseong ont été accusés d'homicide involontaire et de la violation des lois relatives à la construction, en plus de corruption. Chun Kyong-ja (âgée de 35 ans), la responsable de Somang Kindergarten à Séoul avec son mari et encore un professeur ont été aussi arrêtés et accusés d'homicide involontaire pour leur rôle dans le décès des enfants. Au lieu de surveiller leurs pensionnaires dans la salle 301, ils se trouvaient ailleurs et buvaient. 4 architectes et constructeurs ont aussi été arrêtés.